# Melle, Deux-Sèvres
Melle este o comună nouă franceză, formată prin fuziunea la 1 ianuarie 2019 a comunelor Mazières-sur-Béronne, Melle, Paizay-le-Tort, Saint-Léger-de-la-Martinière și Saint-Martin-lès-Melle, situată în departamentul Deux-Sèvres, în regiunea Nouvelle-Aquitaine.

## Geografie

### Climă
Clima care caracterizează comuna este clasificată, în 2010, drept „climă oceanică pură”, conform tipologiei climatelor din Franța, care cuprindea atunci opt tipuri principale de climă în Franța metropolitană. În 2020, conform clasificării realizate de Météo-France, comuna se încadrează în tipul „climă oceanică”, în contextul în care această clasificare include acum, la o primă analiză, doar cinci tipuri principale de climă în Franța metropolitană. Acest tip de climă se caracterizează prin temperaturi blânde și precipitații relativ abundente (legate de fronturile atmosferice venite dinspre Oceanul Atlantic), distribuite pe tot parcursul anului, cu un ușor maxim între octombrie și februarie.
Pentru perioada 1971-2000, temperatura anuală medie este de 12 °C, cu o amplitudine termică anuală de 14,8 °C. Cumulul anual mediu de precipitații este de 887 mm, cu 12,4 zile de precipitații în ianuarie și 6,9 zile în iulie. Pentru perioada 1991-2020, temperatura medie anuală observată la stația meteorologică Météo-France situată în comună, este de 12,6 °C, iar cumulul anual mediu de precipitații este de 886,6 mm.
Parametrii climatici ai comunei au fost estimați pentru mijlocul secolului (2041-2070) conform diferitelor scenarii de emisie de gaze cu efect de seră, bazate pe noile proiecții climatice de referință DRIAS-2020. Aceștia pot fi consultați pe un site dedicat publicat de Météo-France în noiembrie 2022.

## Urbanism

### Tipologie
La 1 ianuarie 2024, Melle este clasificată drept târg rural, conform noii grile comunale de densitate cu șapte niveluri definită de INSEE (Institutul Național de Statistică și Studii Economice) în 2022. Comuna face parte din unitatea urbană Melle, o unitate urbană monocomunală care constituie un oraș izolat. În plus, comuna aparține zona metropolitană a orașului Melle, unde este comuna-centru. Această zonă, care cuprinde 6 comune, este clasificată în categoriile zonelor cu mai puțin de 50.000 de locuitori.

### Riscuri majore
Teritoriul comunei Melle este vulnerabil la diferite riscuri naturale: fenomene meteorologice (furtuni, grindină, ninsori, ger intens, caniculă sau secetă), inundații, mișcări de teren și seisme (zonă de seismicitate moderată). De asemenea, este expus la două riscuri tehnologice: transportul de materiale periculoase și riscurile industriale, precum și la două riscuri specifice: riscul minier și riscul relativ la radon. Un site publicat de BRGM permite evaluarea rapidă și simplă a riscurilor asociate unei proprietăți fie prin adresă, fie prin numărul parcelei.

#### Riscuri naturale
Anumite zone ale teritoriului comunei pot fi afectate de riscul de inundații cauzate de revărsarea cursurilor de apă, în special a râurilor Béronne, Berlande și Légère. Comuna a fost declarată în stare de dezastru natural pentru pagubele provocate de inundații și alunecări de teren în anii 1982, 1993, 1999 și 2010.

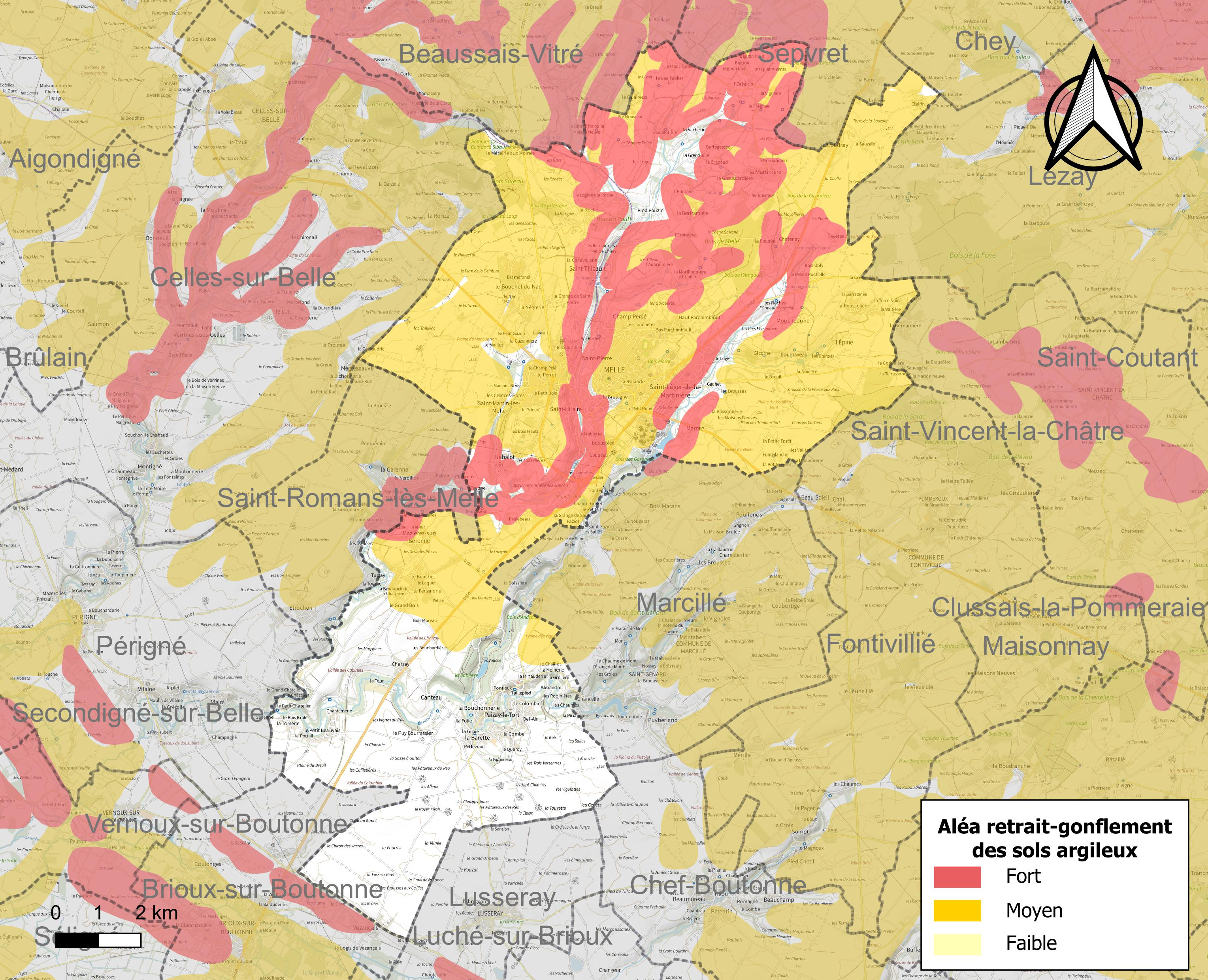
Hartă a zonelor de risc de contracție-expansiune a solurilor argiloase din Melle.

Mișcările de teren care pot apărea în comună sunt tasările diferențiale. Contracția-expansiunea solurilor argiloase poate provoca daune semnificative clădirilor în cazul alternanței între perioade de secetă și ploi. 68,3 % din suprafața comunei se află în zone cu risc mediu sau ridicat (comparativ cu 54,9 % la nivel departamental și 48,5 % la nivel național).
Începând cu 1 octombrie 2020, conform legii ELAN, se aplică diverse obligații vânzătorilor, antreprenorilor sau constructorilor de imobile situate într-o zonă clasificată cu risc mediu sau ridicat.
Comuna a fost declarată în stare de dezastru natural pentru pagubele cauzate de secetă în anii 1989, 1996, 2003, 2009, 2011 și 2017, precum și pentru mișcările de teren din 1999 și 2010.

#### Risc tehnologic
Comuna este expusă riscului industrial din cauza prezenței pe teritoriul său a unei companii supuse directivei europene SEVESO, clasificată cu prag înalt: Rhodia Opérations. Aceasta desfășoară activități care necesită autorizație pentru utilizarea sau depozitarea lichidelor inflamabile și a produselor cu toxicitate acută.

#### Riscuri specifice
Fostele exploatări de plumb argentifer din Melle au fost active aproximativ între anii 600 și 1000, fiind utilizate pentru extragerea minereului de plumb argentifer. Se estimează că au fost exploatate aproximativ 750.000 de tone de plumb și 14.000 de tone de argint pe o suprafață de aproximativ 47 km². Din acest motiv, comuna este afectată de riscul minier, legat în principal de evoluția cavităților subterane lăsate în abandon și fără întreținere după încetarea exploatării acestor mine.
În mai multe părți ale teritoriului național, radonul acumulat în anumite locuințe sau alte spații poate reprezenta o sursă semnificativă de expunere a populației la radiații ionizante. Conform clasificării din 2018, comuna Melle este încadrată în zona 3, adică o zonă cu potențial semnificativ de radon.

### Transport
Comuna nu este accesibilă pe calea ferată. Cu toate acestea, comuna este legată de Niort prin autobuz. În plus, comuna este accesibilă prin drumul D910, care leagă Saint-Jean-d'Angély de Poitiers, precum și prin drumul D948, care leagă Niort de Melle.

## Istorie
Comuna a fost creată la 1 ianuarie 2019 printr-un decret prefectoral din 27 iunie 2018. Reședința sa este situată în Melle.

## Populația și societatea

### Date demografice
Evoluția numărului de locuitori este cunoscută prin recensămintele populației realizate în comună încă de la înființarea sa.
În 2021, comuna număra 5904 locuitori.
| An        | 2019 | 2020 | 2021 |
| --------- | ---- | ---- | ---- |
| Populație | 6173 | 6018 | 5904 |

## Cultură locală și patrimoniu

### Locuri și monumente
- Biserica Saint-Hilaire din Melle: Clădirea a fost clasată monument istoric în 1914[35].
- Biserica Saint-Pierre din Melle: Clădirea a fost clasată monument istoric în 1862[36].
- Biserica Saint-Savinien din Melle: Clădirea a fost clasată monument istoric în 1914[37].
- Biserica Notre-Dame de la Cure: Este înscrisă în Inventarul General al Patrimoniului Cultural[38].

### Patrimoniu cultural
Comuna este una dintre etapele via Turonensis, sau drumul de Tours, una dintre cele patru rute ale drumului spre Santiago de Compostela din Franța. Traseul vine dinspre Poitiers, continuă spre Saintes, apoi ajunge la Bordeaux și Saint-Jean-Pied-de-Port, înainte de a traversa granița cu Spania.

### Patrimoniu natural
Situată în inima unei mari regiuni de creștere a caprinelor, Melle este o destinație de neratat pentru iubitorii de brânzeturi de capră.

### Personalități
- Laurent Cantet, regizor și scenarist de cinema și televiziune, s-a născut pe 11 aprilie 1961 la Melle și a decedat pe 25 aprilie 2024 la Paris.